# (38395) 1999 RR193
1999 أر أر 193 (ويعرف أيضًا باسم (38395) 1999 أر أر 193 وفق تسمية الكوكب الصغير) (بالإنجليزية: 1999 RR193)‏ هو كويكب ضمن حزام الكويكبات؛ وترتيبه 38395 من حيث الاكتشاف.
اكتُشف هذا الجُرم الفلكي بواسطة سبيس واتش في 15 سبتمبر 1999.

## وصلات خارجية
- (38395) 1999 RR193 في قاعدة بيانات مختبر الدفع النفاث لأجرام النظام الشمسي الصغيرة

- الاكتشاف · مخطط المدار ·  العناصر المدارية · المعلمات المادية

- (38395) 1999 RR193 على موقع ويكي سكاي: DSS2, SDSS, GALEX, IRAS, Hydrogen α, X-Ray, Astrophoto, Sky Map, Articles and images